# ブレント・プライス
ブレント・プライス（Hartley Brent Price, 1968年12月9日 - ）は、オクラホマ州ショーニー出身の元バスケットボール選手。
NBAで1992年から2002年までの10年間プレイした。ワシントン・ブレッツ時代の1シーズン、兄のマーク・プライスとチームメイトになった。

## キャリア
サウスカロライナ大学、オクラホマ大学でプレイした後、1992年のNBAドラフトで2巡目全体32番目でワシントン・ブレッツに指名され入団した。最初の3シーズンで1試合あたり3得点、シュート成功率41%に留まり、1995年5月19日、ウェーバーに出され、その年10月3日に彼はブレッツと再契約を果たした。1995-96シーズンは故障した兄に代わり50試合で先発に出場し、1試合あたり10得点、5.1アシストと自己最高の成績を残すが、シーズン終了と共にチームを放出されて、ロケッツと契約した。ロケッツではサム・キャセールが抜けた穴を埋める存在として期待され、マット・マローニー、カッティノ・モブリーに先発を奪われたが、精度の高い3ポイントシューターとして活躍した。1999年8月1日、マイケル・ディッカーソン、オセラ・ハリントンと共に、メンフィス・グリズリーズへスティーブ・フランシス、トニー・マッセンバーグとの交換でトレードされた。2年間そこでプレイしたが、1試合あたり3得点、シュート成功率3割にとどまった。2001年6月27日、マイク・ビビーと共に、ジェイソン・ウィリアムス、ニック・アンダーソンとの交換でサクラメント・キングスへ移った。現役最後のゲームは2002年6月2日に行われたカンファレンスファイナルでのロサンゼルス・レイカーズ戦であった。

## 人物
兄と共にクリスチャンであり、クリスチャン・ミュージックを歌うのが得意。